# Primorskij kraj
Primorskij kraj (russisk: Пpимopcкий край, tr. Primorskij kraj) er en russisk kraj. Primorskij ligger ved Det Japanske Hav ved Stillehavskysten og har et areal på 164.673 km² med 1.799.659 (2025) indbyggere. Det administrative center i krajen er Vladivostok, der med sine 591.628 (2024) indbyggere er den største by i krajen. Ardre større byer i krajen er Ussurijsk med 178.803 (2025) indbyggere, Nakhodka med 133.859 (2025) indbyggere og Artjom, der har 108.274 (2025) indbyggere. Mod syd grænser Primorskij kraj op til provinsen Heilongjiang i Folkerepublikken Kina, og til Nordkorea. I Rusland grænser Primorskij kraj op til Khabarovsk kraj.